# Podział administracyjny Kościoła katolickiego w Sierra Leone
Podział administracyjny Kościoła katolickiego w Sierra Leone – w ramach Kościoła katolickiego w Sierra Leone funkcjonuje obecnie jedna metropolia, w której skład wchodzi jedna archidiecezja i dwie diecezje.
Jednostki administracyjne Kościoła katolickiego obrządku łacińskiego w Sierra Leone:

## Metropolia Freetown
- Archidiecezja Freetown
  - Diecezja Bo
  - Diecezja Kenema
  - Diecezja Makeni